# Верхњаја Салда
Верхњаја Салда (рус. Верхняя Салда) град је у Русији у Свердловској области. Према попису становништва из 2010. у граду је живело 46.240 становника.

## Становништво
Према прелиминарним подацима са пописа, у граду је 2010. живело 46.240 становника, 4.955 (9,68%) мање него 2002.
| 1939.  | 1959.  | 1970.  | 1979.  | 1989.  | 2002.  | 2010.  |
| ------ | ------ | ------ | ------ | ------ | ------ | ------ |
| 14.783 | 37.255 | 44.702 | 54.652 | 55.246 | 51.195 | 46.221 |